# Colnago CM Women Team
El Colnago CM Women Team (código UCI: CCM) fue un equipo ciclista femenino de Colombia de categoría UCI Women's Continental Team, segunda categoría femenina del ciclismo en ruta a nivel mundial.

## Historia
El equipo se inició en el 2020 como un proyecto internacional patrocinado por la empresa de bicicletas Colnago con el objetivo de apoyar el ciclismo joven de Colombia con equipos femeninos y sub-23 masculino para seguir impulsando grandes talentos y proyectarse en diferentes carreras a nivel nacional e internacional.
En su primer año de existencia, el conjunto inicio con un equipo femenino y uno masculino sub-23 logrando participaciones en competencias internacionales en Asia y Europa; y asimismo logrando destacadas actuaciones y triunfos en las competencias del calendario nacional.
Para el año 2021 el equipo femenino subió a la categoría UCI Women's Continental Team,  todo ello de cara a una temporada con competencias en carreras de Europa y América.

## Desaparición
Al finalizar la temporada 2021 el equipo masculino se vio envuelto en diferentes problemas económicos por incumplimiento en los contratos de los ciclistas en el pago de sus salarios y la falta de materiales para poder competir en las carreras nacionales, por lo tanto las directivas del equipo comunicó a la opinión pública que daba por cerrado todos los vínculos comerciales con las organizaciones y así mismo daba por terminada toda actividad deportiva dentro de Colombia incluyendo a su equipo femenino y llegando a su disolución definitiva.

## Material ciclista
El equipo utilizaba bicicletas Colnago y componentes Shimano.

## Palmarés
Para años anteriores véase: Palmarés del Colnago CM Women Team.

### Palmarés 2022

#### Calendario UCI Femenino
| Fechas       | Carreras                                   | Ganadora      |
| 14 de agosto | 6.ª etapa de la Vuelta a Colombia Femenina | Andrea Alzate |

#### Campeonatos nacionales
| Fechas | Carreras | Ganadora |

## Plantillas
Para años anteriores, véase Plantillas del Colnago CM Women Team

### Plantilla 2021
| Integrantes del equipo 2021 | Integrantes del equipo 2021 | Integrantes del equipo 2021 | Integrantes del equipo 2021 |
| Corredor                    | Fecha de nacimiento         | Equipo previo               |                             |
| --------------------------- | --------------------------- | --------------------------- | --------------------------- |
| Andrea Alzate Gómez         | 9 de octubre de 1996        |                             |                             |
| Daniela Atehortua           | 30 de marzo de 1999         |                             |                             |
| Erika Milena Botero         | 7 de enero de 2000          |                             |                             |
| Tatiana Dueñas              | 31 de marzo de 1998         | Team Illuminate (2019)      |                             |
| Valeriya Kononenko          | 14 de mayo de 1990          | Ciclotel (2020)             |                             |
| Jeniffer Medellin           | 3 de diciembre de 1995      |                             |                             |
| Katherine Montoya           | 14 de enero de 1994         |                             |                             |
| Laura Toconas               | 30 de enero de 2001         |                             |                             |
| Carolina Upegui Quevedo     | 16 de marzo de 1989         |                             |                             |
| Carolina Vargas             | 28 de agosto de 2002        |                             |                             |
|                             |                             |                             |                             |
| Fuente: ProCyclingStats     |                             |                             |                             |